# Incalvertia fumipennis
Incalvertia fumipennis là một loài bướm đêm trong họ Geometridae.